# Alurnus undatus
Alurnus undatus es un insecto coleóptero de la familia Chrysomelidae.
Fue descrita científicamente por primera vez en 1844 por Brême.